# Goussainville, Eure-et-Loir (fosta comună)

Goussainville este o comună în departamentul Eure-et-Loir, Franța. În 1 ianuarie 2017 avea o populație de 964 de locuitori.